# 西アーザルバーイジャーン州
西アーザルバーイジャーン州（にしアーザルバーイジャーンしゅう、ペルシア語: استان آذربایجان غربی, ラテン文字転写: Ostān-e Āzarbāyjān-e Gharbī）はイランの州（オスターン）。アゼルバイジャン共和国西部との混同に注意が必要である。東アーザルバーイジャーン州、ザンジャーン州、およびコルデスターン州、イラク（スレイマニヤ県、アルビール県）、トルコ東端全域、アゼルバイジャン共和国（ナヒチェヴァン）と境を接する。西アゼルバイジャン州とも表記される。
面積は39,487km²、人口は3,265,219人（2016年国勢調査）。州都は人口約73万6千人のオルーミーイェ。

## 地理と気候
西アーザルバーイジャーン州は、北西から南西に走るザーグロス山脈をはじめとして山がちな地方である。住民が利用する水は雪解け水である。山地の雪解け水はホイーの大断層、ホイー谷やクロイ川などの谷を経て、オルーミーイェ湖に流れ込む。これらの谷が州内でもっとも低い地域である。
気候は大西洋の湿潤気流の影響下にあるが、冬には地中海気流が流れ込み、気温が低下する。しかし、州内の気候は多様で、夏は気温が34度まで上がり、冬には-16度にまで下がるところがある。たとえばオルーミーイェやマークーは夏は乾燥し、冬は寒い。マハーバードは長く乾燥した夏と極度に寒い冬を持つ。これに対し、ナガデやミヤーンドアーブでは、やや湿潤した穏やかな夏とやや寒い冬が訪れる。
ユネスコはオルーミーイェ湖を生態保護区に設定している。
| オルーミーイェの気候   | オルーミーイェの気候 | オルーミーイェの気候 | オルーミーイェの気候 | オルーミーイェの気候 | オルーミーイェの気候 | オルーミーイェの気候 | オルーミーイェの気候 | オルーミーイェの気候 | オルーミーイェの気候 | オルーミーイェの気候 | オルーミーイェの気候 | オルーミーイェの気候 | オルーミーイェの気候 |
| 月                     | 1月                  | 2月                  | 3月                  | 4月                  | 5月                  | 6月                  | 7月                  | 8月                  | 9月                  | 10月                 | 11月                 | 12月                 | 年                   |
| ---------------------- | -------------------- | -------------------- | -------------------- | -------------------- | -------------------- | -------------------- | -------------------- | -------------------- | -------------------- | -------------------- | -------------------- | -------------------- | -------------------- |
| 平均最高気温 °C （°F） | 2.6 (36.7)           | 4.8 (40.6)           | 10.4 (50.7)          | 16.8 (62.2)          | 22.2 (72)            | 27.5 (81.5)          | 31.2 (88.2)          | 31.0 (87.8)          | 27.1 (80.8)          | 20.1 (68.2)          | 12.2 (54)            | 5.7 (42.3)           | 17.6 (63.7)          |
| 平均最低気温 °C （°F） | −6.1 (21)            | −4.8 (23.4)          | −0.1 (31.8)          | 5.2 (41.4)           | 9.1 (48.4)           | 12.9 (55.2)          | 16.6 (61.9)          | 15.9 (60.6)          | 11.5 (52.7)          | 6.6 (43.9)           | 1.4 (34.5)           | −3.2 (26.2)          | 5.4 (41.7)           |
| 降水量 mm （inch）     | 30.2 (1.189)         | 33.2 (1.307)         | 52.3 (2.059)         | 62.2 (2.449)         | 45.6 (1.795)         | 14.2 (0.559)         | 5.5 (0.217)          | 2.1 (0.083)          | 4.4 (0.173)          | 21.8 (0.858)         | 40.0 (1.575)         | 29.7 (1.169)         | 341.2 (13.433)       |
| 出典：worldweather.org |                      |                      |                      |                      |                      |                      |                      |                      |                      |                      |                      |                      |                      |

## 歴史
「アーザルバーイジャーン」の名は中世ペルシア語の「アトル・パトカン Ator Patkan」に由来する。テッペ・ハサンルーのような遺跡の発掘により、この地域の歴史が紀元前第6千年紀にさかのぼることが明らかにされている。テッペ・ハサンルーからは1956年に有名な黄金の壺が発掘されている。ハーッジ・フィールーズ・テッペでは世界で最も早い時期のワインが発掘された。「グーイ・テッペ」は紀元前800年頃からの遺跡で、『ギルガメシュ叙事詩』の情景を述べた金属板が発掘されている。
ユネスコ世界遺産に登録されているタフテ・ソレイマーンをはじめとする遺跡は、当地の戦略的重要性と激動の歴史を示しているとされる。もっとも近いところでは、1946年5月のソヴィエト連邦の侵攻をはじめとして、ロシアなどがたびたび侵攻してきた。1946年1月にはソヴィエト連邦の後押しでクルド人国家のマハバード共和国が成立したが、これを認めないイラン政府の軍事圧力により同年中に瓦解した。

## 宗教

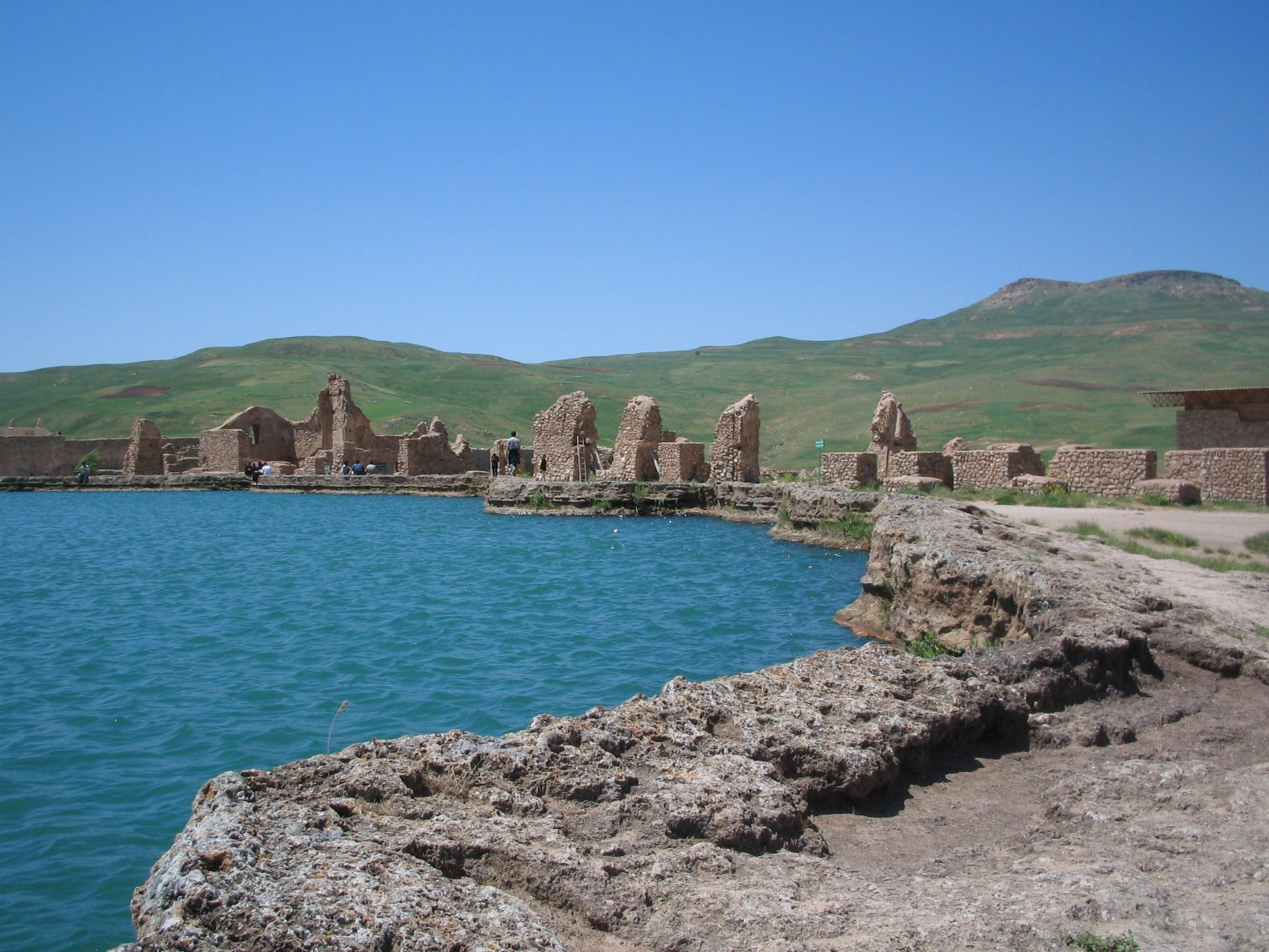
ゾロアスター教の聖地、タフテ・ソレイマーン。

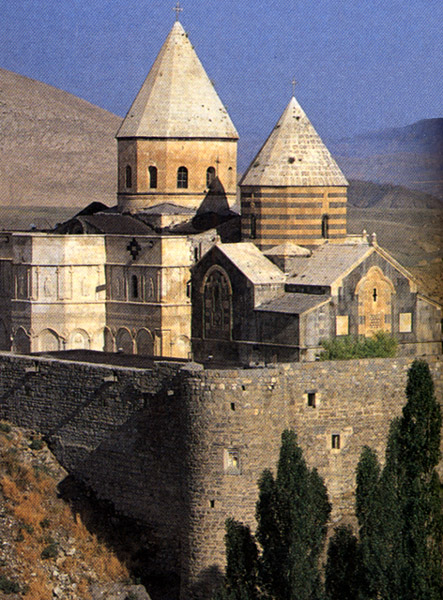
アルメニア教会のカラ・ケリーサ（Qara Kelisa、「黒い教会」の意）。

住民のほとんどがシーア派のムスリムである。しかし、さまざまなキリスト教徒少数派が存在する。古くからオルーミーイェ湖西岸に住むアッシリア教徒や、州内全体に分布するアルメニア教徒などである。特に北西部マークーの街は、第二次世界大戦以前にイランにおいてキリスト教徒が多数を占めた唯一の都市である。
イスラームでもシーア派はオルーミーイェや北部の都市住民が大多数であり、南部ではスンナ派が一般的である。アッシリア教徒やアルメニア教徒は、それぞれの教会の周辺に住む。また、それぞれアザリーやクルド人を含み、独自の文化と伝統を築いている。
聖タデウス聖堂がチャルドラーン郊外のカラ・ケリーサ村の近くにある。イランのキリスト教徒、特にアルメニア教徒にとって重要な教会であるが、この教会および修道院は建築、芸術的にも高い価値をもつ。
聖タデウスはユダの名でも知られる。聖タデウスはイエス・キリストの使徒のひとりであり、アルメニアを旅したのち、殺害されたという。301年、この地方の住民が小さな聖堂を設け、これが「カラ・ケリーサ」（トルコ語で「黒い教会」）と呼ばれるようになった。これは西側の外観にちなむものである。
イラン文化遺産協会には、州内で31か所の教会が登録されている。

## 民族
住民のほとんどが、民族的にはテュルク系の言語を用いるアゼリーである。アゼリーは現在の旧ソ連アゼルバイジャン共和国からイランのザンジャーン州にかけて分布している。ほかに、多くのクルド人が南西部に居住している。

## 近況
オルーミーイェの住民は第三世界でも特に高い生活水準を享受している。街にはいたる所に公園、喫茶店、インターネットカフェがある。また在地も同様で、小さな村でもほとんどが水道、電気、電話を完備し、さらに衛星放送受信機を持っている。
西アーザルバーイジャーン州はイラン農業において重要な地域でもある。
イラン文化遺産協会には、州内から169か所が登録されている。

### 高等教育機関
1. オルーミーイェ医科大学
2. オルーミーイェ大学
3. イスラーム自由大学ホイー
4. イスラーム自由大学マハーバード
5. イスラーム自由大学オルーミーイェ

## 行政区分
管下の郡（シャフレスターン）は14郡である。
1. オルーミーイェ郡（英語版）
2. ホイー郡（英語版）
3. ブーカーン郡（英語版）
4. マハーバード郡（英語版）
5. ピーラーンシャフル郡（英語版）
6. ミヤーンドアーブ郡（英語版）
7. オシュナヴィーイェ郡（英語版）
8. サルマース郡（英語版）
9. ナガデ郡（英語版）
10. タカーブ郡（英語版）
11. シャーヒーンデジュ郡（英語版）
12. マークー郡（英語版）
13. チャルドラーン郡（英語版）
14. サルダシュト郡（英語版）